# Giovanni Antonio Ciaschi
Giovanni Antonio Ciaschi (Livorno, 1763 – Larderello, 1816) è stato un ingegnere e inventore italiano.

## Biografia
Si sa poco della vita di Giovanni Antonio Ciaschi. Nacque a Livorno da Valentino Ciaschi e Bartolommea Guerrazzi. Nel 1796 ideò un battello sottomarino in grado colpire i vascelli nemici con appositi cannoni. L'invenzione fu esposta in un'adunanza dell'Accademia del Cimento il 16 marzo 1801.
Successivamente Ciaschi è accreditato come tecnico del catasto di Livorno e poi come ingegnere alle dipendenze di un'impresa che opera nel campo dell'estrazione di Acido borico. Il suo contributo è fondamentale nella costruzione dei cosiddetti lagoni artificiali, in uno dei quali sfortunatamente precipita, trovando la morte dopo una terribile agonia.